# Devil May Cry (Fernsehserie)
Devil May Cry ist eine animierte Fantasy-Action-Fernsehserie, die auf der gleichnamigen japanischen Videospielreihe des japanischen Unternehmens Capcom basiert. Die Serie wurde von Adi Shankar entwickelt und wird von Adi Shankar Animation und Studio Mir produziert. Die Veröffentlichung war am 3. April 2025 auf Netflix.

## Inhalt
Im Mittelpunkt steht der Dämonenjäger Dante, ein Halbdämon und Sohn des legendären Sparda. Er wird in einen Konflikt mit dem mächtigen Dämon White Rabbit verwickelt, der die Barriere zwischen der menschlichen Welt und der Hölle zerstören will, um eine Apokalypse herbeizuführen. Unterstützt wird Dante von der Dämonenjägerin Mary (auch bekannt als Lady) und dem Informationshändler Enzo Ferino. Gleichzeitig wird er von der Regierungsorganisation DARKCOM unter der Leitung von Vizepräsident William Baines gejagt.

## Synchronisation
Die deutsche Synchronisation entstand bei der FFS Film- & Fernseh-Synchron GmbH, unter der Dialogregie und nach einem Dialogbuch von Farina Brock.
| Rolle        | Originalsprecher     | Deutsche Sprecher   |
| ------------ | -------------------- | ------------------- |
| Dante        | Johnny Yong Bosch    | Felix Mayer         |
| Mary / Lady  | Scout Taylor-Compton | Farina Brock        |
| White Rabbit | Hoon Lee             | Markus Pfeiffer     |
| Enzo Ferino  | Chris Coppola        | Gerd Meyer          |
| VP Baines    | Kevin Conroy         | Christian Jungwirth |
| Ninja        | Fryda Wolff          | Jacqueline Belle    |
| Vergil       | Robbie Daymond       | -                   |

## Produktion
2018 kündigte Adi Shankar die Produktion einer TV-Adaption von "Devil May Cry" für Netflix an. Alex Larsen wurde als Drehbuchautor engagiert, und die erste Staffel wird aus acht Episoden bestehen.

## Veröffentlichung
Ein erster Teaser-Trailer wurde im September 2023 veröffentlicht. Ein weiterer Trailer folgte im März 2025, der das Veröffentlichungsdatum auf den 3. April 2025 festlegte.
Die Eröffnungssequenz der Serie enthält den Song "Rollin'" von Limp Bizkit.

## Episodenliste
Die komplette Staffel wurde am 3. April 2025 auf Netflix sowohl im Original als auch auf Deutsch erstveröffentlicht.
| Nr. (ges.) | Nr. (St.) | Deutscher Titel              | Originaltitel             | Regie          | Drehbuch                    |
| ---------- | --------- | ---------------------------- | ------------------------- | -------------- | --------------------------- |
| 1          | 1         | Die Hölle                    | Inferno                   | Kim Sun-min    | Adi Shankar and Alex Larsen |
| 2          | 2         | Mater Dolorosa               | Our Lady of Sorrows       | Han Seung-woo  | Adi Shankar and Alex Larsen |
| 3          | 3         | Der steile, wilde Weg        | The Deep and Savage Way   | Park So-young  | Adi Shankar and Alex Larsen |
| 4          | 4         | Lasst alle Hoffnung fahren   | All Hope Abandon          | Han Seung-woo  | Adi Shankar and Alex Larsen |
| 5          | 5         | Der Abstieg                  | Descent                   | Park So-young  | Adi Shankar and Alex Larsen |
| 6          | 6         | Der erste Kreis              | The First Circle          | Hong Jee-young | Adi Shankar and Alex Larsen |
| 7          | 7         | Vor den Toren des Paradieses | At the Gates of Paradise  | Han Seung-woo  | Adi Shankar and Alex Larsen |
| 8          | 8         | Ein Fluss aus Blut und Feuer | A River of Blood and Fire | Park So-young  | Adi Shankar and Alex Larsen |